# Cap Matxitxako
Le cap Matxitxako (Matxitxako lurmuturra en basque, cabo Machichaco en espagnol) est un cap de la mer Cantabrique  situé dans la province de Biscaye, à Bermeo, au Pays basque (Espagne).
L'extrémité est la fin de la pente de la montagne Sollube.

## Phare
Dans son point le plus extrême se trouve le Phare de Matxitxako à 122 mètres au-dessus du niveau de la mer avec une tour de 20 mètres et une portée de 30 milles nautiques. La lumière est automatique, et dispose de corne de brume.
Dans ses installations, il dispose d'un radar (à 90 mètres au-dessus du niveau de la mer) et de différents équipements météorologiques et océanographiques.
Il a été construit en 1909, remplaçant le vieux phare, qui a été construit en 1852. Entre les années 1854 et 1863, il a été l'école de gardiens de phare, appelée « torreros ». Le dernier gardien de Biscaye, affecté dans ce phare a pris sa retraite.

## Environs
Le cap Matxitxako est située entre la Réserve de la Biosphère d'Urdaibai et le Biotope protégé de Gaztelugatxe et d'Aketx. L'Oriental appartient au premier et l'occidental au second.
Depuis le phare, et dans ses pentes et falaises, on peut parfois voir les grands cétacés.

## Plongée sous-marine
Au-delà de la côte, la profondeur croît soudainement, mais à quelques mètres de la pointe du cap il existe un petit banc de sable de quelque 30 m de profondeur, excellent pour pratiquer la Plongée sous-marine.
En 2002 on a découvert un bateau naufragé descendu à 120 m de profondeur face à l'extrémité, il s'agit d'un négociant descendu pour une cause inconnue durant les années 1950. La découverte a été menée à bien par l'expédition sous-marine Ur-sub, qui ont descendu les 120 m, devenant ainsi l'immersion la plus profonde menée à bien au Pays Basque. Ils restent encore à découvrir plusieurs, naufrages comme celui du Navarra ou celui d'un patrouilleur allemand, descendu pendant la Seconde Guerre mondiale.